# Miguel Ángel Muñoz
Miguel Ángel Muñoz, właściwie Miguel Angel Muñoz Blanco (ur. 4 lipca 1983 w Madrycie w Hiszpanii) – hiszpański aktor telewizyjny, teatralny i filmowy oraz piosenkarz.

## Życiorys
Urodził się w Madrycie jako syn astrolog Cristiny Blanco. Od dzieciństwa chciał zostać aktorem. Mając 11 lat wystąpił w 8-minutowym filmie Życie jest zawsze krótkie (La vida siempre es corta, 1994). W wieku dwunastu lat zadebiutował na srebrnym ekranie w kmediodramacie Kulawy gołąb (El palomo cojo, 1995) u boku Carmen Maury.
Po ukończeniu szkoły aktorskiej Juan Carlos Corazza w Madrycie, zdecydował udać się do Los Angeles, by studiować w Lee Strasberg Theatre and Film Institute, a później do Argentyny, gdzie ukończył Akademię Psychologii Integracyjnej. Zapoczątkował również karierę jako tancerz i piosenkarz, jak wynika z grupą UPA Dance, z którą nagrał kilka albumów. Ponadto jako aktor pojawił się w kilku sztukach: La centerola (1996), Bastien i Bastienne (2003), Quickly (2003) i Listonosz (El cartero de Neruda, 2006).
W latach 2002–2005 związany był z aktorką, tancerką i modelką Mónicą Cruz, siostrą Penélope Cruz. W 2010 r. spotykał się z aktorką Manuelą Vellés.

## Filmografia

### Filmy fabularne
- 1994: Życie jest zawsze krótkie (La vida siempre es corta)
- 1995: Kulawy gołąb (El palomo cojo) jako Niño
- 2001: Ludzie ryby (Gente pez) jako chłopak przy skrzynce pocztowej 1
- 2005: Apetyt na seks (Desde que amanece apetece) jako Máquina
- 2006: Prawdopodobieństwo (Probabilidades)
- 2006: Rodzina Borgiów (Los Borgia) jako Ramón
- 2007: Ekipo Ja jako Miguel Ángel Muñoz
- 2008: Trzy asy: Tajemnice Atlantydy (Trío de ases: el secreto de la Atlántida)
- 2008: Obcy w Manases (Intrusos en Manasés) jako Ruben
- 2010: Nierozwiązane napięcie seksualne (Tensión sexual no resuelta) jako Nardo
- 2010: Tato żegnaj, żegnaj mamo (Adiós papá, adiós mamá) jako Martín
- 2010: Brak kontroli (No controles) jako Ernesto
- 2010: Lope jako Tomás de Perrenot
- 2013: Wirus (Viral) jako Frank
- 2013: W końcu wszyscy umierają (Al final todos mueren) jako Pablo
- 2013: Istnieją dwa rodzaje ludzi (Hay dos clases de personas) jako He
- 2014: ABC śmierci 2 (The ABCs of Death 2)
- 2014: Mowa (Hablar)
- 2015: Co o miłości (What About Love) jako Christian Santiago

### Seriale TV
- 1997: Mama chce być artystą (Mamá quiere ser artista) jako Junior
- 1997-98: Po szkole (Al salir de clase) jako Javier „Javi” Castro
- 1999: Skazany zrozumieć (Condenadas a entenderse) jako Lurri
- 2000: ¡Ala... Dina! jako dostawca pizzy
- 2000: Policja, w samym sercu ulicy (Policías, en el corazón de la calle) jako Raúl
- 2000-2002: Towarzysze (Compañeros) jako Charlie
- 2001: Dziennikarze (Periodistas) jako Policjant
- 2002: Centralny Szpital Kliniczny (Hospital Central) jako Alfonso XIII
- 2002-2005: Krok do przodu (Un paso adelante) jako Roberto „Rober” Arenales
- 2005-2006: Moi uroczy sąsiedzi (Mis adorables vecinos) jako Juan Castillo
- 2007: Aida (Aída) jako Julián
- 2007-2008: Syndrom Ulisesa (El síndrome de Ulises) jako Ulises Gaytán de Arzuaga
- 2008: Łowcy mężczyzn (Cazadores de hombres) jako Hugo Vidal
- 2009: Uwodzenie w Miami (Seduccion en Miami)
- 2009: Miłość w trudnych czasach (Amar en tiempos revueltos) jako Julián Maldonado
- 2010: Niebieska skóra (La piel azul) jako Niemiec
- 2010: Ben-Hur (miniserial) jako Antegua
- 2010: Gavilanes jako Anioł
- 2011: Szalone życie (Vida loca) jako Toti Blanco
- 2012: Niesława (Infames) jako Joaquín Navarro / José María ‘Chema’ Barajas
- 2012: Kapadocja (Capadocia) jako Héctor Bolaños
- 2013: Czas pomiędzy szwami (El tiempo entre costuras)
- 2014-2015: Nigdzie (Sin identidad) jako Bruno Vergel

## Dyskografia

### Albumy

#### Z UPA Dance
- 2003: „UPA Dance” (900 tys. egzemplarzy) – 7 platynowych płyt disco
- 2004: „UPA Dance Edición Especial”
- 2004: „UPA Live” (100 tys. egzemplarzy) – 1 platynowa płyta disco
- 2005: „Contigo” (50 tys. egzemplarzy) – 1 platynowa płyta disco

#### Solo
- 2004: „Dirás que estoy loco”
- 2006: „Miguel Ángel Muñoz” (100 tys. egzemplarzy) – Disco Oro – Włochy i Francja

### Single

#### Z UPA Dance
- 2002: „Once Again”
- 2002: „Morenita”
- 2003: „Sámbame”
- 2003: „Baila morena”
- 2003: „Porque me faltas tú”
- 2004: „Veneno”
- 2005: „Contigo (My Baby)”
- 2005: „Te extraño”

#### Solo
- 2004: „Dirás que estoy loco”
- 2004: „Quién es el ladrón”
- 2007: „Esa morena”